# Schloss La Chesnaie

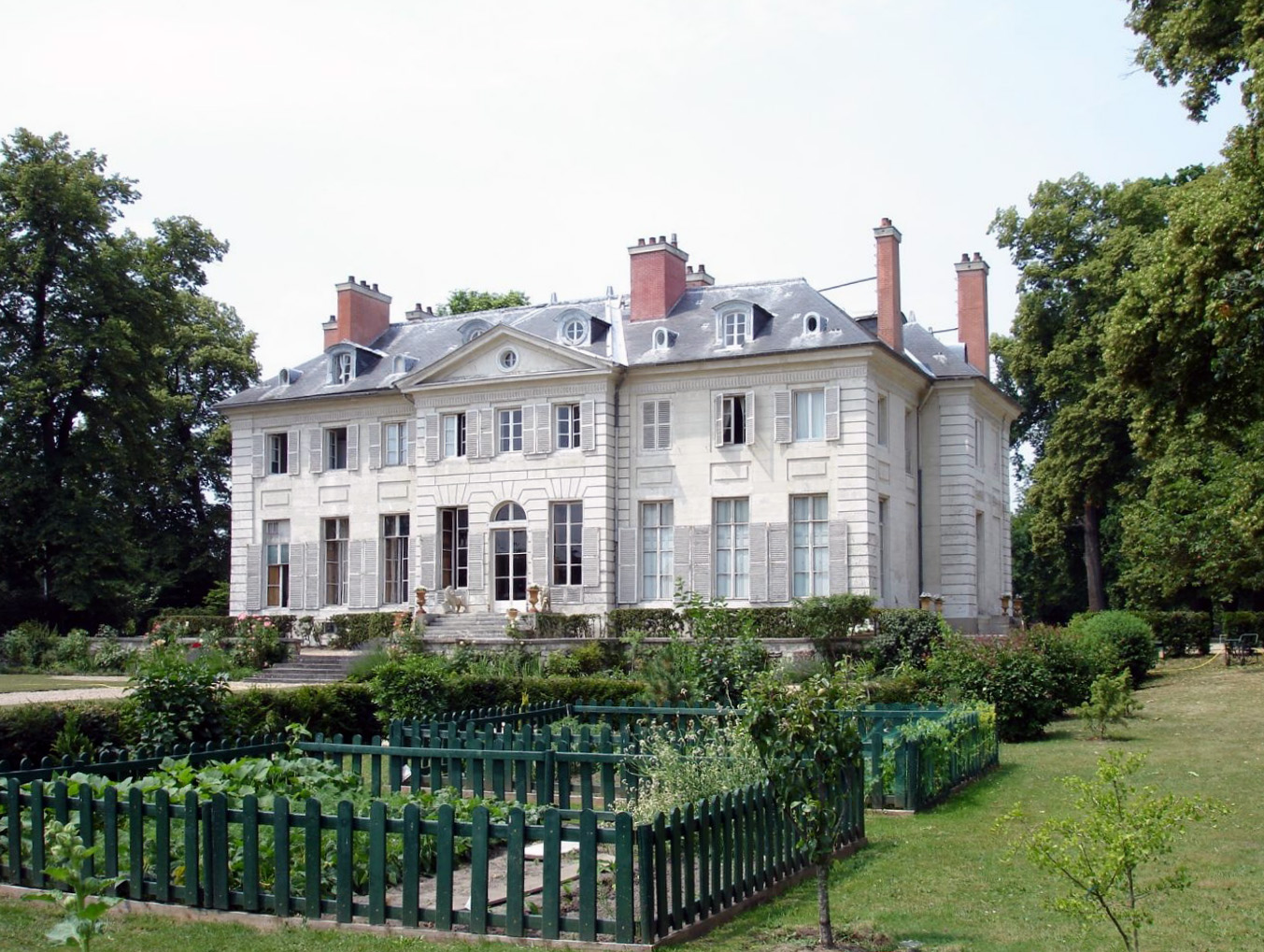
Schloss La Chesnaie, Ansicht vom Garten

Das Schloss La Chesnaie (französisch Château de la Chesnaie), früher Schloss Meaux (französisch Château de Meaux) genannt, steht im Ortskern von Eaubonne, einer Gemeinde im Département Val-d’Oise in der französischen Region Île-de-France. Seit 1979 ist das Schloss an der Nr. 1 rue Voltaire als klassifiziertes Monument historique in der Liste der französischen Kulturdenkmäler verzeichnet. Die heutigen Eigentümer nutzen es als Wohnsitz und vermieten die historischen Räume im Erd- und Kellergeschoss für Veranstaltungen. In der Sommerzeit kann das Anwesen entgeltlich besichtigt werden.

## Geschichte
Das Schloss gehörte früher zur Herrschaft Meaux, die im 15. Jahrhundert im Besitz von Jean de Meaux, einem Vasallen des Hauses Montmorency, war. Für das 16. Jahrhundert ist Augustin de Thou, Präsident im Parlement de Paris, als Besitzer überliefert. Im 17. Jahrhundert gehörte Meaux François-Marie Perrot, über dessen Tochter es im 18. Jahrhundert an Perrots Enkelin Marie-Madeleine de Lubert kam.
Noch vor Mitte jenes Jahrhunderts war das Anwesen von adeligem in bürgerlichen Besitz gewechselt, denn die Brüder Jean-Pierre und Jean Tricher, beide Bürger von Paris, ließen zwischen 1749 und 1769 ein neues Schloss errichten oder das bis dahin existierende Manoir umfassend instand setzen. Die Pläne dazu stammten möglicherweise von Claude-Nicolas Ledoux, der auch diverse Gebäude in der Nachbarschaft errichtete.
Von 1757 bis 1762 wohnte Sophie Lalive de Bellegarde, Gräfin von Houdetot, im Gärtnerhaus des Schlosses. Im Juni 1757 ereignete sich im Park des Schlosses eine Begebenheit, die einmal literarische Bekanntheit erlangen sollte: Bei einem seiner häufigen Besuche gestand Jean-Jacques Rousseau der Gräfin seine Liebe, wie er später in seinen Bekenntnissen (französisch Confessions) niederschrieb.
1769 verkaufte Jean-Pierre Tricher Schloss und Herrschaft an Jean-Baptiste Lazare Lendormy de Mézières, der es für den Architekten Claude-Martin Goupy erwarb. Dieser ließ vermutlich weitere Veränderungen am Gebäude vornehmen. Bei seinem Tod im März 1793 erbte Claude-Martins Witwe Marie Anne Charlotte das Anwesen und behielt es, bis sie 1822 verstarb.
Im Jahr darauf erwarb Jeanne Bénard-Fontaine, Witwe von François Perignon, den Besitz. Ihr Schwiegersohn Marschall Guillaume Dode de la Brunerie hielt sich regelmäßig im Schloss auf. Ihre Erben verkauften das Schloss am 17. August 1864 an den Bankier Félix Gabriel Dehaynin. Er ließ die Gärtnerwohnung niederlegen, in der sich rund ein Jahrhundert zuvor Rousseau mit der Gräfin von Houdetot getroffen hatte. Nach Dehaynins Tod 1898 verkauften die Erben Schloss und Park 1902 an die Immobiliengesellschaft Bernheim-frères, die den Besitz in 209 Parzellen unterteilte und ab Mai 1903 stückchenweise verkaufte. Bernheim-frères nannte das Areal nach der Einfassung, die einst den Schlosspark umgab, La grille dorée (deutsch das goldene Gitter).
Die Parzelle mit dem Schlossgebäude wurde 1905 von Charles Petit-Midy erworben, dem auch schon das benachbarte Schloss Croix-Sanson gehörte. Erst seit jener Zeit wird das Gebäude Schloss La Chesnaie genannt. Petit-Midy übertrug den Besitz seiner Nichte Valentine und ihrem Mann Jacques Dupont, der Generalinspektor des staatlichen Denkmalpflegeamts (französisch inspecteur général des Monuments Historiques) war. Das Paar stellte das Schloss von 1939 bis 1940 der gemeinnützigen Organisation Œuvre de secours aux enfants (OSE) zur Verfügung, die darin ein Heim für jüdische Kinder betrieb. In der Zeit von 1941 bis 1945 ließ Dupont das Schlossgebäude durch den Architekten Jean-Charles Moreux restaurieren. Dabei wurden Erweiterungsbauten, die während des 19. Jahrhunderts hinzugekommen waren, wieder zurückgebaut. Park und Garten ließ Dupont durch Henri Gouse wieder instand setzen. Gleichzeitig setzte er sich für die Unterschutzstellung des Schlosses ein und konnte schließlich seine Klassifizierung als Monument historique am 21. März 1979 erreichen.
Die Nachfahren Duponts schenkten den 1,5 Hektar großen Potager (Gemüsegarten) des Anwesens der Gemeinde, ehe sie das Schloss 1997 an Liv und Marie-Caroline Soavina verkauften. Der verschenkte Potager ist heute ein öffentlicher Garten. Als die Soavinas Eigentümer wurden, war das Gebäude in einem heruntergekommenen Zustand, und so begannen die beiden mit seiner allmählichen Instandsetzung. Seitdem fließen jedes Jahr zwischen 100.000 und 130.000 Euro in Unterhalt und Restaurierung. Für seine Bemühungen wurde das Ehepaar 2015 durch die Vereinigung „Vieilles Maisons de France“ (deutsch Alte Häuser Frankreichs) mit dem „Prix VMF – De Clarens“ ausgezeichnet. Der Preis ist mit 5000 Euro dotiert, die in die Instandsetzung des Musiksalons investiert werden sollen. Weitere große Restaurierungsmaßnahmen, wie die Sanierung von Dach und Fassaden sowie die Restaurierung der übrigen historischen Innenräume, stehen noch an.

## Beschreibung
Schloss La Chesnaie steht rund 14 Kilometer nordwestlich von Paris in dessen Banlieue. Zur Anlage gehört neben dem Schlossgebäude ein kleiner Park.

### Schlossgebäude
Das zweigeschossige Gebäude im Stil Louis-quinze hat große Ähnlichkeit mit dem Hôtel de Mézières, dem ehemaligen Rathaus von Eaubonne, weshalb vermutet wird, dass Schloss La Chesnaie vom selben Architekten, Claude-Nicolas Ledoux, entworfen wurde. Das weiße, dreiflügelige Gebäude besitzt einen siebenachsigen Mitteltrakt, dem sich in westlicher Richtung und im rechten Winkel zwei kurze Seitenflügel anschließen. Die drei mittleren Achsen sind sowohl an der Vorderseite als auch an der rückwärtigen Gartenfassade durch einen Mittelrisalit mit Dreiecksgiebel besonders betont. Im Giebelfeld findet sich jeweils ein Ochsenauge. An der Eingangsseite führt eine breite Treppe zur Eingangstür in der Mittelachse des Risalits. Gemeinsam mit den beiden daneben liegenden Fenstern ist sie die einzige rundbogige Öffnung an dieser westlichen Gebäudeseite, die übrigen Fenster und Türen besitzen eine rechteckige Form. An der Gartenseite ist lediglich die in der Mittelachse gelegene Tür zur Terrasse rundbogig geformt. Von dieser führt eine von Vasen gesäumte breite Treppe zur etwas tiefer gelegenen Terrasse.
Die Beletage des Hauses befindet sich im Erdgeschoss, was sich von außen durch die Geschosshöhe bemerkbar macht. Das Obergeschoss ist niedriger. Das Gebäude ist von einem Schieferdach mit unterschiedlich geformten Gauben abgeschlossen. Sein Äußeres ist schlicht gehalten. Außer der Rustizierung des Mittelrisalits und der Gebäudeecken gibt es keinen architektonischen Schmuck.
Im Inneren des Schlosses ist sehr viel von der alten, originalen Raumausstattung erhalten geblieben. Hinter dem Eingang liegt ein Vestibül, das durch seine Schlichtheit eine gewisse Strenge ausstrahlt. Wie in vielen anderen Räumen des Erdgeschosses besteht der Bodenbelag aus weißen Fliesen, die mit kleineren, schwarzen Marmorfliesen ein regelmäßiges Muster bilden. Vom Vestibül ist die breite Wendeltreppe zum Obergeschoss erreichbar. Sie besitzt ein ganz schlicht gestaltetes Metallgeländer aus dem 18. Jahrhundert.
Ebenfalls vom Vestibül ist das in der Mittelachse liegende, ehemalige Esszimmer zu erreichen. Es besitzt einen ovalen Grundriss und wird heute Musiksalon (französisch Salon de musique) genannt. Die Bemalung seiner stuckverzierten Wände imitiert eine Marmorverkleidung. Die Wandfelder in hellem Grün sind dabei von einem braunen Rand eingefasst; eine Gestaltung, die typisch für das auslaufende 18. Jahrhundert ist. In den Wandnischen des Raumes standen noch zur Zeit der Familie Dupont Armleuchter aus Bronze im Stil Louis-seize, die aus der Werkstatt Pierre Gouthières stammten.
Dem Musiksalon schließt sich nach Süden der Spiegelsalon (französisch Salon des miroirs) an. Dieser heute als Festsaal genutzte Raum erhielt seinen Namen durch die großen Spiegel über den beiden Kaminen an seinen Stirnseiten. Er besitzt einen Parkettfußboden, und seine Wände sind mit stuckverzierten Täfelungen verkleidet. Neben dem Spiegelsalon liegt der Salon Jean-Jacques Rousseau.
Der Keller des Hauses mit seinem Tonnengewölbe wurde von den heutigen Eigentümern so hergerichtet, dass dort Veranstaltungen stattfinden können.

### Schlosspark
Das Schloss steht inmitten eines 1,5 Hektar großen Parks mit über 100-jährigen Bäumen. Er ist rundherum von einer mannshohen Mauer umgeben. Einlass gewährt ein Gittertor an der Westseite des Parks. Ihm schließt sich eine Allee an, die jedoch untypischerweise nicht in der Mittelachse des Schlossbaus verläuft. Östlich des Schlosses liegt ein kleines, symmetrisch gestaltetes Gartenareal. Eine breite Treppe in der Mittelachse der Anlage führt von der Terrasse des Schlosses zu ihm hinunter.